# Плюрицентрический язык
Плюрицентри́ческий язы́к (также полицентрический язык, плюрицентричный язык) — язык, имеющий широкое распространение в нескольких относительно независимых друг от друга сообществах-государствах, каждое из которых вырабатывает свои нормы для данного языка, именуемые стандартными языковыми вариантами. При этом языковые варианты сохраняют единую общность в рамках единого языкового пространства и на более высоком литературном уровне стремятся выработать  некую нейтрально-международную норму. Плюрицентрическим язык может быть де-факто, базируясь на фактическом речевом материале, и де-юре, когда языковые варианты имеют ещё и общемировое признание, то есть зафиксированы в словарях, грамматиках и т.д.

## Примеры: плюрицентрические языки де-факто и де-юре
- Немецкий язык. Свои варианты имеют Германия, Австрия и Швейцария.
- Английский язык. Свои варианты имеют все англоязычные страны: Великобритания, США, Австралия, Сингапур, Индия и т. д.
- Испанский язык. Свои варианты имеют Испания, Аргентина, Мексика и др.
- Персидский язык. Свои варианты имеют Иран, Афганистан, Таджикистан.
- Португальский язык. Свои варианты имеют Бразилия и Португалия; при этом наблюдается постепенное приближение всех вариантов, в особенности европейского, к бразильским стандартам, т.е. моноцентризация португальского языка.
- Адыгский язык. Разделяется на адыгейский и кабардино-черкесский языки.
- Хиндустани. Вариант, распространённый в Индии, называется хинди, а пакистанский вариант носит название урду.
- Малайский язык. Малайзийский и индонезийский варианты.
- Сербохорватский язык. Включает сербский, черногорский, хорватский и боснийский языки.
- Армянский язык. Разделяется на восточно- и западноармянский.
- Киргизский язык. Свои варианты в Китае, Турции, Афганистане.

## Примеры: плюрицентрические языки де-факто
- Карельский язык. Имеет свои литературные варианты в Финляндии, Тверской области и Беломорской Карелии (север Республики Карелия). Также имеются отдельные людиковское и ливвиковское наречия карельского языка. В частности, людиковский идиом финские учёные признают отдельным языком[источник не указан 1583 дня], тогда как в России  принято считать их частью общего карельского языка в виде разных наречий и их литературных норм[источник не указан 1583 дня]. До 2009 года же Финляндией карельский язык официально вообще считался частью финского языка, не рассматриваясь отдельно[источник не указан 1583 дня]. В свою очередь сами карелы по обе стороны границы признают восточные (карельские) диалекты финского (2/3 территории страны или ≈2 млн человек) как варианты карельского.
- Корейский язык. В XX веке начато формирование отдельных литературных норм в Северной и Южной Корее. Экономическая изоляция КНДР и политика «опоры на собственные силы» привела к тому, что в северокорейские варианты не проникают англицизмы, тогда как тесная интеграция Южной Кореи в мировую экономику, напротив, стимулирует их появление.
- Французский язык. Свои варианты имеют Франция, Квебек и Бельгия, однако Французская академия не признаёт их существования, опасаясь, что это может стимулировать дивергентные процессы в языке[источник не указан 1583 дня], заметные де-факто (см. Французский язык в Канаде).

## Также
- Несмотря на то, что македонский язык с середины XX века признан отдельным языком, болгарские власти официально считали его частью болгарского языкового ареала, а македонскую литературную норму — одним из письменных вариантов болгарского языка.
- Многие современные лингвисты[1] полагают, что «румынский» и «молдавский» являются разными названиями (лингвонимами) одного языка[2][3][4][5], в то время как другие источники считают его молдавским вариантом[6][7] или диалектом[6] румынского, либо продолжают указывать молдавский среди восточно-романских языков наряду с румынским[8][9][10][11]. Языковые различия между румынским и молдавским языками появились в XIX веке, когда в возникшей в 1859 году Румынии начался период коррекции румынского языка, из которого активно изымались славянские лексемы. В XIX—XX веке в лексику румынского языка было введено значительное количество научных латинизмов. Языковое строительство нормы литературного молдавского языка, отличной от литературного румынского, продолжалось с 1924 по 1932 год, и с 1938 по 1940 год в СССР. С 1950-х годов происходил обратный процесс сближения молдавской и румынской языковых норм, и к концу 1980-х годов они стали практически неотличимы[12].